# Gastrimargus musicus
Gastrimargus musicus Fabricius, 1775 è un insetto ortottero della famiglia Acrididae, endemico dell'Australia.

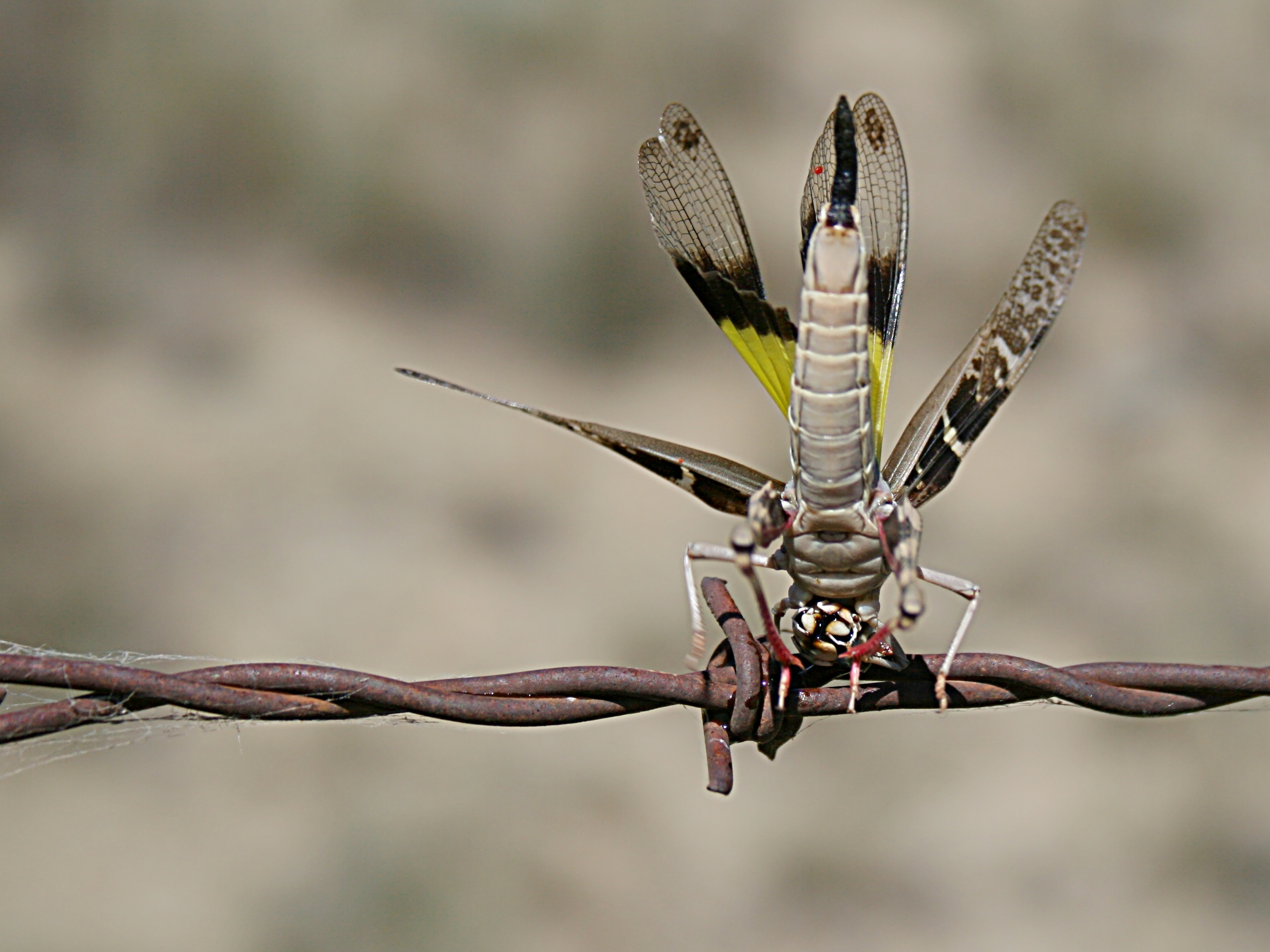
Esemplare di Gastrimargus musicus intrappolato in un filo spinato